# Noah Sadiki
Noah Junior Sadiki (* 17. prosince 2004) je konžský profesionální fotbalista, který hraje na pozici krajního obránce, středního obránce nebo defenzivního záložníka za anglický klub Sunderland AFC. Narodil se v Belgii, ale hraje za národní tým DR Kongo.

## Klubová kariéra

### Anderlecht
Sadiki se narodil v Bruselu a poprvé se připojil k RSC Anderlecht ve věku šesti let v kategorii do 7 let a prošel všemi juniorskými týmy až do kategorie do 21 let. V týmu mladých hráčů pod vedením Robina Veldmana předváděl skvělé výkony a upoutal pozornost trenéra prvního týmu Vincenta Kompanyho, který ho nasadil do dvou přátelských zápasů v říjnu 2021 a lednu 2022. V únoru 2022 podepsal svou první profesionální smlouvu na jeden rok s možností prodloužení o další rok.

### Union SG
Dne 27. července 2023 opustil Sadiki Anderlecht a připojil se k Union SG, kde podepsal čtyřletý kontrakt za částku 1,4 milionu eur.

### Sunderland
Dne 4. července 2025 opustil Sadiki Union SG a přestoupil do klubu Sunderland AFC v Premier League, kde podepsal pětiletou smlouvu za nespecifikovanou částku.

## Reprezentační kariéra
Sadiki se narodil v Belgii a má kořeny v DR Kongo. Je mládežnickým reprezentantem Belgie, hrál i za Belgii U20, ale v září 2023 se rozhodl hrát za DR Kongo. Ve stejném měsíci byl povolán do reprezentace DR Kongo U20, aby se zúčastnil přátelských zápasů proti Lommel SK a Spartě Rotterdam. Své první minuty odehrál při prohře 3:2 se Spartou Rotterdam. V říjnu 2023 byl Sadiki znovu povolán do národního týmu U20 na dvouzápasovou sérii proti Tunisku U20.
Sadiki debutoval za seniorský národní tým DR Kongo 6. září 2024 v kvalifikačním zápase na Africký pohár národů 2025 proti Guineji na Stade des Martyrs.

## Statistiky

### Klubové
Platí k zápasu hranému 25. května 2025.
| Klub              | Sezóna            | Liga                  | Liga   | Liga | Národní pohár | Národní pohár | Ligový pohár | Ligový pohár | Kontinentální | Kontinentální | Ostatní | Ostatní | Celkově | Celkově |
| Klub              | Sezóna            | Soutěž                | Zápasy | Góly | Zápasy        | Góly          | Zápasy       | Góly         | Zápasy        | Góly          | Zápasy  | Góly    | Zápasy  | Góly    |
| ----------------- | ----------------- | --------------------- | ------ | ---- | ------------- | ------------- | ------------ | ------------ | ------------- | ------------- | ------- | ------- | ------- | ------- |
| Anderlecht        | 2021/22           | Jupiler Pro League    | 1      | 0    | 0             | 0             | —            | —            | 0             | 0             | —       | —       | 1       | 0       |
| Anderlecht        | 2022/23           | Jupiler Pro League    | 12     | 0    | 1             | 0             | —            | —            | 5             | 0             | —       | —       | 18      | 0       |
| Anderlecht        | Celkově           | Celkově               | 13     | 0    | 1             | 0             | —            | —            | 5             | 0             | —       | —       | 19      | 0       |
| RSCA Futures      | 2022/23           | Challenger Pro League | 14     | 0    | —             | —             | —            | —            | —             | —             | —       | —       | 14      | 0       |
| Union SG          | 2023/24           | Jupiler Pro League    | 37     | 0    | 5             | 0             | —            | —            | 11            | 0             | —       | —       | 53      | 0       |
| Union SG          | 2024/25           | Jupiler Pro League    | 39     | 1    | 3             | 1             | —            | —            | 12            | 0             | 1       | 0       | 55      | 2       |
| Union SG          | Celkově           | Celkově               | 76     | 1    | 8             | 1             | —            | —            | 23            | 0             | 1       | 0       | 108     | 2       |
| Sunderland        | 2025/26           | Premier League        | 0      | 0    | 0             | 0             | 0            | 0            | —             | —             | —       | —       | 0       | 0       |
| Celkově v kariéře | Celkově v kariéře | Celkově v kariéře     | 103    | 1    | 9             | 1             | 0            | 0            | 28            | 0             | 1       | 0       | 141     | 2       |

### Reprezentační
Platí k zápasu hranému 8. června 2025.
| Národní tým | Rok     | Zápasy | Góly |
| ----------- | ------- | ------ | ---- |
| DR Kongo    | 2024    | 6      | 0    |
| DR Kongo    | 2025    | 3      | 0    |
| Celkově     | Celkově | 9      | 0    |

## Úspěchy
Union SG
- Jupiler Pro League: 2024/25
- Belgický pohár: 2023/24
- Belgický Superpohár: 2024